# Elżbieta Tarkowska

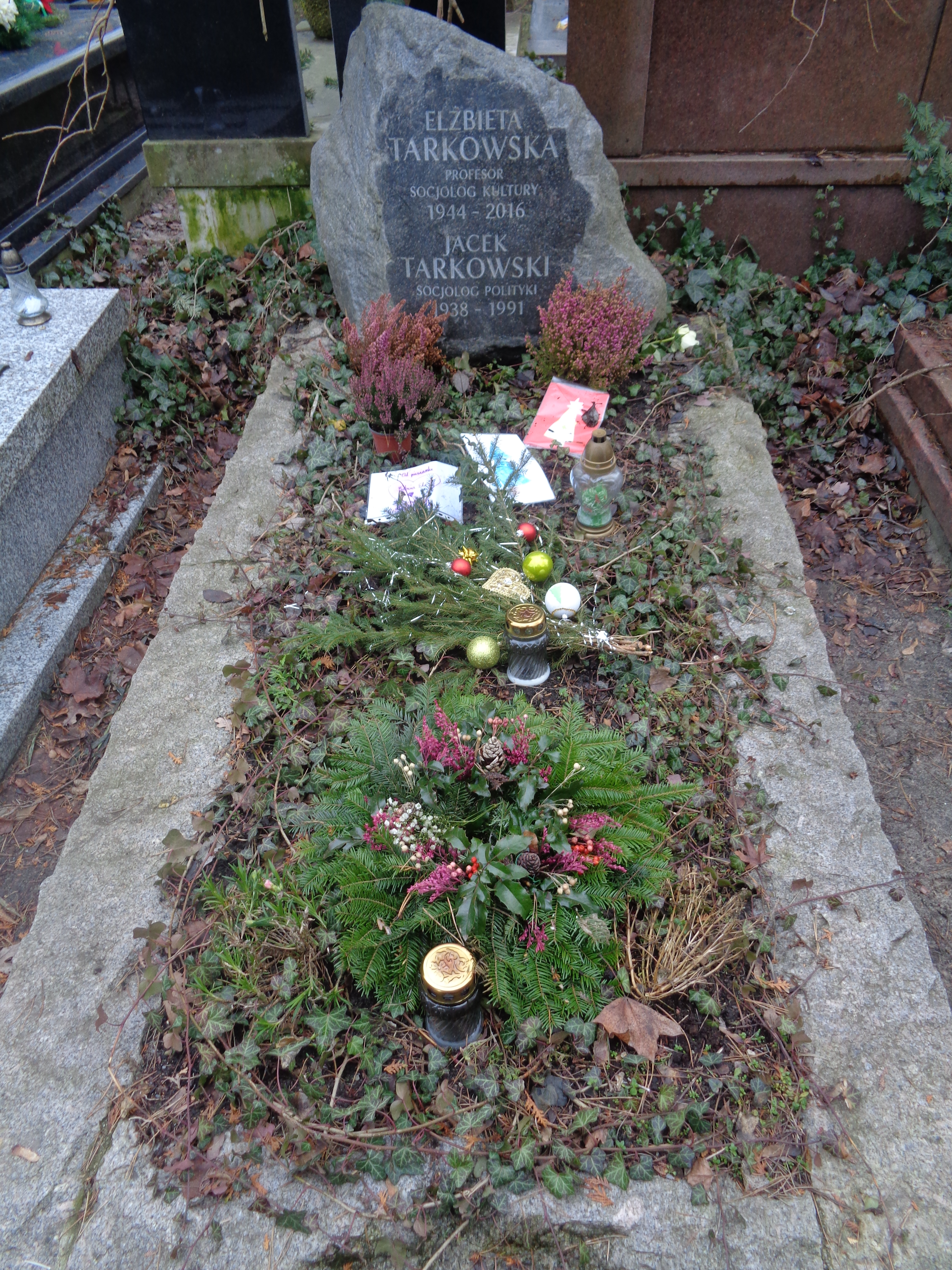
Grób Elżbiety Tarkowskiej na Cmentarzu Wojskowym na Powązkach

Elżbieta Tarkowska (ur. 11 lipca 1944, zm. 3 marca 2016 w Warszawie) – polska socjolożka. Specjalistka w zakresie socjologii ubóstwa, socjologii i antropologii czasu, francuskiej szkoły socjologicznej oraz socjologii kultury.

## Życiorys
Ukończyła warszawskie Liceum im. Narcyzy Żmichowskiej. W 1967 została absolwentką studiów socjologicznych na Wydziale Filozoficznym Uniwersytetu Warszawskiego, w 1973 obroniła doktorat u Jerzego Szackiego w Instytucie Filozofii i Socjologii PAN. Habilitowała się w 1989. W 1994 uzyskała tytuł profesora. W IFiS PAN prowadziła Zespół Badań nad Ubóstwem. Od 2007 pracowała w Akademii Pedagogiki Specjalnej im. Marii Grzegorzewskiej, gdzie pełniła funkcję dyrektorki Instytutu Filozofii i Socjologii. Była członkinią Prezydium Komitetu Socjologii PAN, przewodniczącą Rady Naukowej IFiS PAN, członkinią Komitetu Nauk Etnologicznych PAN, wiceprzewodniczącą Polskiego Towarzystwa Socjologicznego. Wypromowała co najmniej trzy doktorki.
Współpracowała z wieloma instytucjami i organizacjami pozarządowymi (Polska Akcja Humanitarna, Biuro Rzecznika Praw Dziecka, Biuro Rzecznika Praw Obywatelskich, Krajowy Fundusz na rzecz Dzieci, Fundacja „Wspólna Droga”, ATD Czwarty Świat i in.). Redaktorka naczelna „Kultury i Społeczeństwa”. Była autorką/współautorką lub redaktorką/współredaktorką naukową ok. 30 książek (m.in. „Zrozumieć biednego. O dawnej i obecnej biedzie w Polsce” (2000), „Przeciw biedzie. Programy, pomysły, inicjatywy” (2002), „Lata tłuste, lata chude... Spojrzenia na biedę w społecznościach lokalnych” (2002), „Biedni o sobie i swoim życiu” (2003)) oraz niemal 300 artykułów i rozdziałów w pracach zbiorowych; część z jej prac ukazała się także w językach obcych. Współtłumaczka i redaktorka polskiego wydania „Wolnej kultury” Lawrence’a Lessiga, swoje książki umieszczała w Internecie do bezpłatnego pobrania.
W latach 80. należała do Solidarności. W 2010 została odznaczona Złotym Krzyżem Zasługi. 
Matka Alka Tarkowskiego. 
Zmarła 3 marca 2016, a jej pogrzeb odbył się 9 marca 2016 w Domu Pogrzebowym na Cmentarzu Wojskowym w Warszawie (kwatera A3 tuje-1-35).